# Кучлук-хан
Кучлу́к-хан — син найманського Таян-хана. Після розгрому найманів військами Темуджина та загибелі батька в 1204 році, Кучлук втік до степів Іртиша, де об'єднався з ханом меркітів Тохтоа-бекі. В 1205 році вони були розбиті монголами в долині річки Іртиш. Кучлук втік до Семиріччя, до хана каракитаїв Чжулху. Там він одружився з донькою хана, але коли хорезмський шах Ала ад-Дин Мухаммед II відбив у каракиданів Самарканд та Бухару, Кучлук викрав казну тестя, а його самого взяв у полон. У битві при Баласагуні військо Кучлука було розбите, казна відібрана, хан звільнений. Однак, у 1211 році Кучлук знову захопив хана, який залишався номінальним правителем, але фактично влада була в руках Кучлука.  1213 року Чжулху помер, а Кучлук був оголошений правителем.
Щодо релігії, Кучлук був спочатку несторіанином, а потім, під впливом дружини, почав переслідування мусульман, які складали більшість населення країни. 1218 року Кучлук захопив Алмалик, правитель якого визнавав владу монголів. У відповідь Чингісхан відправив проти Кучлука 20-тисячне військо Джебе-нойона. З приходом Джебе в країні була проголошена свобода релігії, тому населення почало вбивати військо Кучлука, який втік з країни. Незабаром його спіймали в горах Паміру і вбили.